# Le Biniou
Pour les articles homonymes, voir Biniou.
Pour plus de détails, voir Fiche technique et Distribution.
Le Biniou est un film muet français réalisé par Louis Feuillade sorti en 1909.

## Fiche technique
- Titre : Le Biniou
- Réalisation : Louis Feuillade
- Société de production : Société des Etablissements L. Gaumont
- Société de distribution : Société des Etablissements L. Gaumont (France)
- Pays de production :  France
- Genre :
- Durée :
- Date de sortie : 
  - France : 1909